# Jaroslav Medlík
Jaroslav Medlík (* 22. března 1950) je bývalý český hokejový útočník. Po skončení aktivní kariéry působí jako hokejový funkcionář HC Kometa Brno.

## Hokejová kariéra
V československé lize hrál za TJ ZKL Brno. Nastoupil v 11 ligových utkáních a měl 2 asistence. V nižších soutěžích hrál za VTJ Dukla Hodonín, TJ Tatra Kopřivnice a TJ Žďas Žďár nad Sázavou.

## Klubové statistiky
| Sezona    | Klub                     | Soutěž  | Základní část | Základní část | Základní část | Základní část | Základní část |
| Sezona    | Klub                     | Soutěž  | Z             | G             | A             | B             | TM            |
| --------- | ------------------------ | ------- | ------------- | ------------- | ------------- | ------------- | ------------- |
| 1969/1970 | VTJ Dukla Hodonín        | 2. liga | -             | 7             | -             | -             |               |
| 1970/1971 | VTJ Dukla Hodonín        | 2. liga | -             | 13            | -             | -             |               |
| 1971/1972 | TJ ZKL Brno              | 1. liga | 11            | 0             | 2             | 2             | 2             |
| 1974/1975 | TJ Tatra Kopřivnice      | 2. liga | -             | 13            | -             | -             |               |
| 1975/1976 | TJ Tatra Kopřivnice      | 3. liga | 28            | 14            | -             | -             |               |
| 1976/1977 | TJ Tatra Kopřivnice      | 3. liga | 42            | 17            | -             | -             |               |
| 1977/1978 | TJ Tatra Kopřivnice      | 3. liga | -             | 14            | -             | -             |               |
| 1978/1979 | TJ Tatra Kopřivnice      | 3. liga | -             | 21            | -             | -             |               |
| 1979/1980 | TJ Tatra Kopřivnice      | 2. liga | -             | 10            | -             | -             |               |
| 1980/1981 | TJ Žďas Žďár nad Sázavou | 2. liga | -             | 9             | -             | -             |               |